# John Conolly
Pour les articles homonymes, voir Conolly.
Pour l’article ayant un titre homophone, voir Connolly.
John Conolly (27 mai 1794 – 5 mars 1866) est un psychiatre anglais. En 1839 il devient directeur d'un très grand asile d'aliénés à Hanwell, dans la banlieue de Londres. Le traitement habituel dans les asiles impliquait des restrictions et confinements (enchainement, camisole de force etc.), les « fous » étaient considérés comme des animaux dangereux. Dès son arrivée à Hanwell, Conolly instaure le principe de non-restraint et les « fous » sont considérés comme des êtres humains, porteurs d'une maladie et il y a possibilité de les guérir. Conolly est un des principaux instigateurs de ce changement de paradigme.

## Biographie familiale
John Conolly est né à Market Rasen, un petit village dans le Lincolnshire, le troisième enfant. Son père, d'origine irlandaise, meurt peu après sa naissance. Sa mère, qui était de la même famille qu'Alfred Tennyson, dans une situation financière difficile, ne peut plus subvenir aux besoins de sa famille. Son fils ainé, William, est adopté par sa grande-mère maternelle et son plus jeune fils par un autre parent. John reste au domicile maternel jusqu'à l'âge de 6 ans, puis il est envoyé chez un parent éloigné dans le Yorkshire, où il reçoit une éducation très rude, semblable à celle décrite par Charles Dickens pour Nicholas Nickleby à Dotheboys Hall.
John revient chez sa mère en 1807 à l'âge de 13 ans. Elle s'était remariée et habitait à Hull, dans le Yorkshire. Son nouveau beau-père, un écossais qui avait vécu longtemps à Paris, inculque à John la langue et la culture française.
1812 John Conolly est commissionné enseigne dans la milice de Cambridgeshire. Mais, la fin des guerres napoléoniennes, en 1815, met fin à ses aspirations de carrière militaire et il démissionne en 1816.
Son beau-père, Mr. Sterling, meurt en 1813 et sa mère en 1816.
En mars 1817 Conolly épouse Elizabeth Collins, fille d'un capitaine de la Royal Navy, Sir John Collins, décédé en 1794. Peu de temps après leur mariage, avec seulement un petit héritage de sa mère et avec beaucoup d'insouciance pour les aspects financiers de la vie (une caractéristique de personnalité que John Conolly gardera toute sa vie), ils partent pour la France et vivent à Tours, où son frère ainé, William, était installé comme médecin, pendant un an.
John et Elizabeth ont eu quatre enfants. Leur première fille Eliza est née le 16 avril 1818 à Saint-Cyr-Sur-Loire, près de Tours. Elle épousera un Revd. Goodall, missionnaire en Chine et en Inde. Leur fils unique, Edward Tennyson Conolly (en), est né le 31 août 1822. Edward devient un avocat en 1852. Mais sa carrière n'est pas un succès, et en 1865 il émigre, avec sa femme et leurs huit enfants, à Picton en Nouvelle-Zélande. Il est très actif en politique et devient Ministre de la Justice. Dans le prolongement des concepts de son père sur le traitement humaine des malades mentaux, il instaure le concept de réhabilitation dans le système pénal. Il meurt à Auckland en 1908. Sophia Jane, née en 1826, épouse le 28 janvier 1852, Thomas Harrington Tuke (en), quaker et psychiatre, qui dirigeait un asile d'aliénés privé, le Manor House, à Chiswick, Middlesex. Ann Caroline, née en 1830, épouse Henry Maudsley, psychiatre, le 30 janvier 1866. Elle meurt en 1911.
De retour en Angleterre, John prend conscience, pour subvenir aux besoins de sa famille, qu'il a besoin de travailler. Il hésite entre avocat et médecin. Finalement, comme son frère ainé, William, il entame des études de médecine, d'abord à l'université de Glasgow, puis à l'université d’Édimbourg. Il obtient son diplôme en 1821 et commence sa carrière médicale.
1860, John Conolly prend sa retraite définitive à cause d'une santé chancelante.
Conolly meurt le 5 mars 1866 à Hanwell, à la suite d'un accident cérébro-vasculaire. Sa tombe se trouve dans le cimetière d'Uxbridge road, Ealing. Son épouse, Elizabeth, meurt également en 1866.

## Carrière médicale

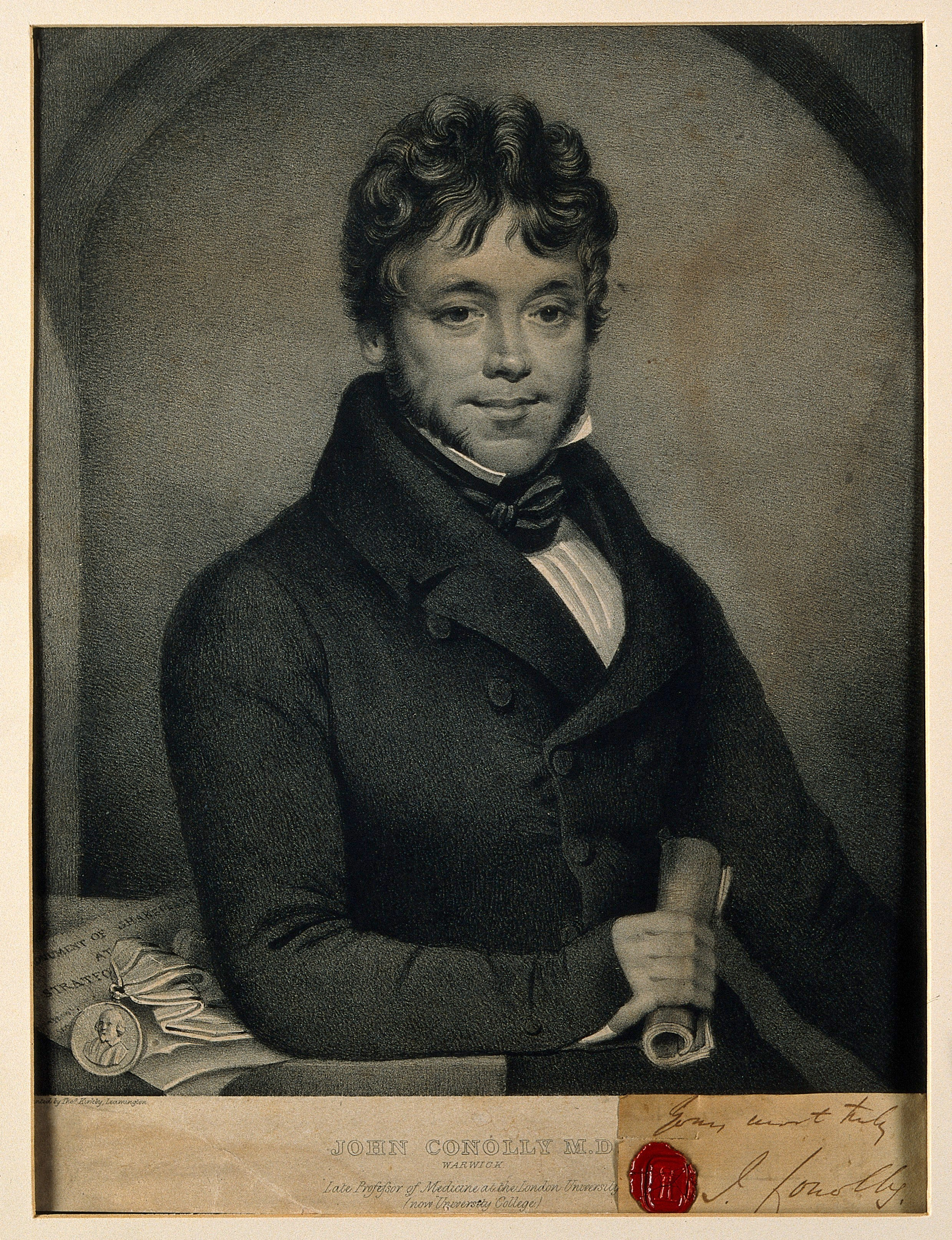
John Conolly vers 1835

En 1818 Conolly entame des études de médecine, d'abord à Glasgow, puis à Édimbourg. C'est à Edimbourg qu'il rencontre Samuel Tuke, un Quaker et petit-fils de William Tuke, fondateur de la célèbre « Retraite » d'York, une toute petite maison de santé pour aliénés de la Société des Amis (Quakers) ou sont pratiqués des méthodes de traitement humain auprès des pensionnaires, un véritable « anti-asile ». Cette rencontre va changer sa façon de voir les soins médicaux.
Il obtient son diplôme en 1821 avec sa thèse De Statu Mentis in Insania et Melancholia et commence sa carrière médicale.
La première partie de sa carrière va durer dix-huit ans. Il s'installe successivement à Lewes, puis Chichester. Il les quitte car il n'arrive pas à se constituer une clientèle. Son troisième lieu d'installation est Stratford-on-Avon, où il reste cinq ans comme médecin. Conolly s'implique beaucoup dans la vie et politique locale. Il est élu maire à deux reprises. Puis, en 1827, il repart encore pour s'installer à Londres.
L'University College de Londres est fondé en 1828 et John Conolly devient le premier professeur de médecine. Un professeur était très peu rémunéré et pour vivre il fallait une clientèle médicale privée et Conolly se retrouve dans une situation financière précaire où il lui faut en même temps rechercher de patients privés et assurer ses obligations d'enseignement. Un sujet qui lui tient à cœur est l'enseignement sur la folie et il a beaucoup de mal à imposer ses vues à l'administration de l’université.
1830 Conolly publie : Indications of Insanity dans lequel il expose ses idées sur la gestion des asiles et le traitement des pensionnaires. Ses idées sont très inspirées par ses contacts avec la famille des Tuke et leur « traitement moral » des aliénés.
1832 John Conolly démissionne de son professorat et s'installe à Warwick, pas très loin de son cher Statford-upon-Avon.
Pendant ses huit années à Warwick il est médecin-consultant pour les asiles d'aliénés du comté.
En coopération avec ses amis Charles Hastings et Sir John Forbes (en), Conolly fonde une petite association médicale avec comme objectif d'améliorer la pratique médicale, nommée la Provincial Medical and Surgical Association. Son frère, William, est trésorier et secrétaire de la section : Widows and Orphans Benevolent Fund. Plus tard, cette association devient la British Medical Association.
1836 Conolly et Forbes créent une nouvelle publication : The Cyclopaedia of Practical Medecine. L'ouvrage est publié en quatre volumes (1833, 1834, 1835 et 1836), avec comme objet de partager les nouvelles connaissances en médecine. C'est la première publication de ce type, très lue en Europe et aux États-Unis, aidant à promouvoir des nouveaux traitements.
La première partie de la carrière médicale de John Conolly se termine en 1839. L'ensemble de ses contemporains sont unanimes pour louer sa gentillesse, sa bonté, son désir d'apporter des améliorations dans la vie de ses patients et de réformer le monde médical. Ils sont également d'accord pour dire que, en tant que médecin généraliste, Conolly était très mauvais pour l'époque : quand il pensait que les traitements que ses patients attendaient (saignées, émétiques, purges etc.) étaient inutiles, même nocifs, il le leur faisait savoir. En conséquence, ses patients cherchaient un bon médecin ailleurs, d’où sa difficulté à se faire une clientèle privée.
En 1839, Conolly est nommé médecin chef de l'Asile des Aliénés de Hanwell (en), ouvert en 1831, dans la banlieue de Londres. Dès son arrivée à Hanwell Conolly instaure le principe de non-restraint et le traitement moral. Les « fous » sont considérés comme des êtres humains, porteurs d'une maladie et il y a possibilité de les guérir. Conolly ne fait ainsi que suivre les exemples de William Tuke, fondateur de la célèbre « Retraite » d'York, maison de santé de la Société des Amis (Quakers), véritable « anti-asile » de la fin du 18e siècle. Dans cet établissement, on évitait toute contrainte au malade mental et on veillait à ce qu'il y vive dans les meilleures conditions de confort physique et moral. Robert Gardiner Hill, médecin chef du petit asile aliénés de Lincoln (moins de cent personnes internées), qui avait réussi à éliminer toute contrainte mécanique aux patients. Son approche était très contestée dans le milieu médical.
La différence est que l'asile de Hanwell contenait plus de huit cents malades et Conolly a réussi la transformation dans ses quatre premiers mois, par la mise en œuvre de ses talents d'administrateur et de diplomate auprès du personnel, malgré une opposition tenace contre la valeur thérapeutique du « traitement moral » . Son exemple devient la norme pour l'ensemble des Asiles d'aliénés publics au Royaume-Uni, qui deviennent des Hôpitaux psychiatriques.
Son épouse Elizabeth, en tant que femme du Médecin-chef, a joué un rôle très importante dans le bon fonctionnement journalier de Hanwell.
En 1844 Conolly démissionne de son poste de Médecin-chef de Hanwell, mais reste Médecin-consultant jusqu'en 1852. Il ouvre un petit asile privé, The Lawns à Hanwell et le dirige jusqu'à sa retraite en 1860.

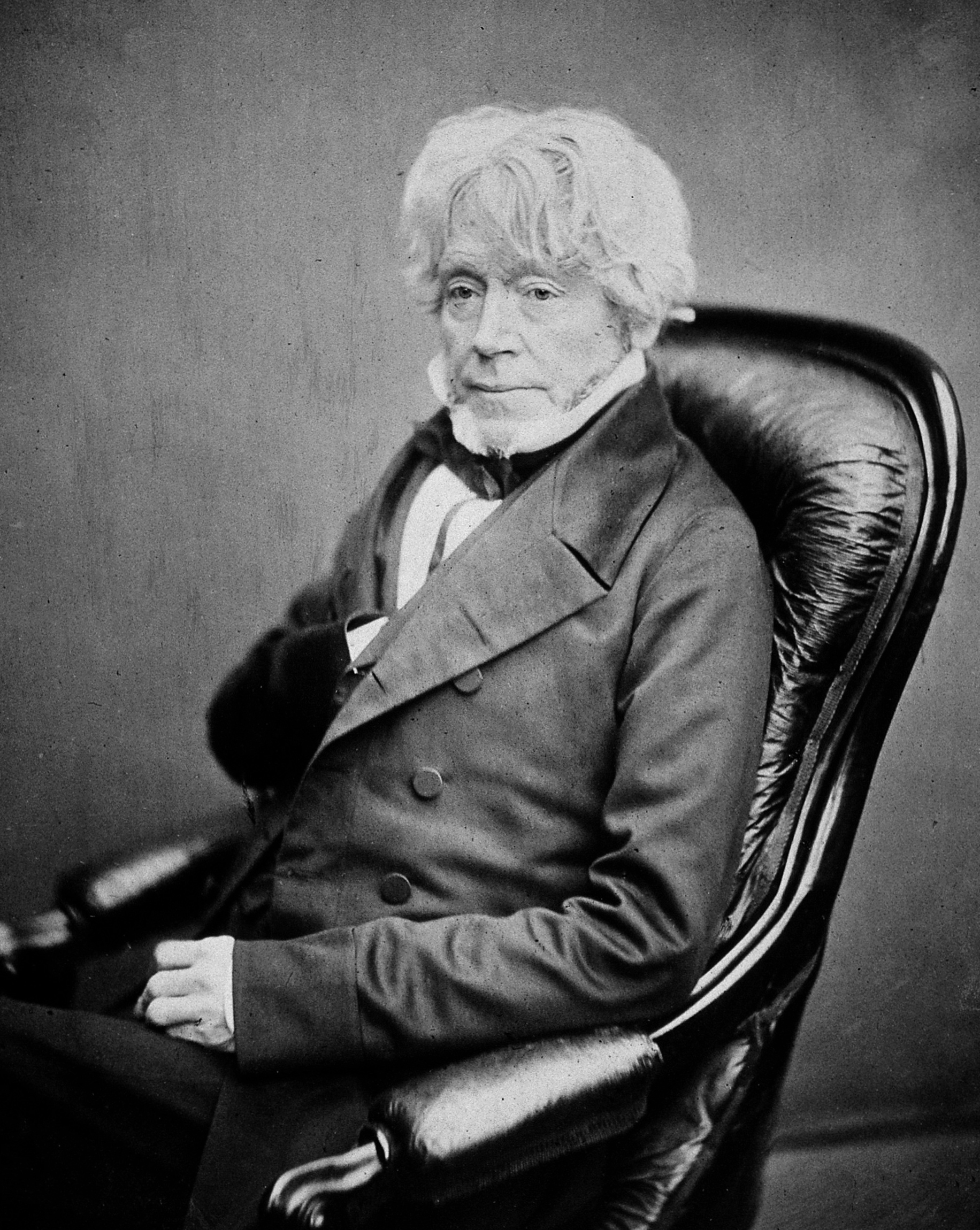
John Conolly vers 1860

En 1847 Conolly publie The construction and government of lunatic asylums and hospitals for the insane qui est basé sur les rapports annuels de l'asile de Hanwell.
Le 21 juillet 1852, John Conolly reçoit la distinction honoraire de Doctor of Civil Law de l'université d'Oxford en compagnie de ses deux amis Sir John Forbes (en) et Sir Charles Hastings (en), qui ont été anoblis depuis leur collaboration à Warwick.
1858-1859 Conolly publie une série de treize articles dans The Medical Times and Gazette intitulés La Pysiognomonie de la Folie. Il décrit plusieurs cas de maladie mentale à travers la théorie de la physiognomonie (aujourd'hui totalement abandonnée), par laquelle le type de maladie mentale peut être diagnostiquée par des signes externes, comme le visage. Il utilise des photographies des patients prises par Hugh Welch Diamond, psychiatre à l'asile de Springfield, et de Henry Hering, photographe professionnel, qui les a prises à l'hôpital de Bethlem. Ces photographies sont importantes car elles représentent la première utilisation de la photographie dans la documentation médicale.
En 1860 il prend sa retraite.
En 1863 Conolly publie A study of Hamlet dans lequel il tente de montrer l'insanité de Hamlet à partir de la description de Shakespeare.
John Conolly est caricaturé dans un roman de nature polémique de Charles Reade : « Very Hard Cash » qui a été publié par épisodes, entre le 28 mars et le 26 décembre 1863, dans la revue de Charles Dickens « All the Year Round ». Le roman constituait une attaque sur le fonctionnement des asiles d'aliénés privés qui pratiquaient les méthodes prônées par John Conolly. Conolly lui-même est représenté par le personnage du Dr. Wycherley, qui garde son patient injustement dans l'asile. Il y a même une référence directe à John Conolly par le biais de son dernier livre sur Hamlet. À la fin du dernière épisode du livre de Reade, Dickens, un ami proche de Conolly, fut obligé d'ajouter un commentaire éditorial, que les opinions exprimés par l'auteur n'étaient pas celles de la rédaction de la revue.

## Publications de John Conolly
- John Conolly, An Inquiry concerning the Indications of Insanity, with Suggestions for the Better Protection and Care of the Insane, Londres, John Taylor, 1830 (lire en ligne)
- John Conolly, The construction and government of lunatic asylums and hospitals for the insane, Londres, John Churchill, 1847 (lire en ligne)
- John Conolly, The Treatment of the Insane without Mechanical Restraints, Londres, Smith, Elder & Co, 1856 (lire en ligne). Traduction allemande par Caspar Max Brosius (en) : Die Behandlung der Irren ohne mechanischen Zwang, Londres, 1860 (lire en ligne)
- John Conolly, A study of Hamlet, Londres, Edward Moxon, 1863 (lire en ligne)